# Hombrecillo verde

Representación gráfica de un hombrecillo verde

Hombrecillos verdes (en inglés Little green men) es el nombre de una tipología extraterrestre característica de los comienzos de la ciencia ficción y la ufología, la que fue usada como tipología clásica asociada a los marcianos. El término también se suele utilizar con menor frecuencia a veces para describir a los duendecillos verdes de la mitología.

## Apariencia
Los Hombrecillos verdes son descritos como formas extraterrestres humanoides, que se caracterizan por ser criaturas de piel verde, generalmente de menor tamaño que el ser humano, y con o sin antenas en la cabeza. En algunas representaciones, es común que tengan una cabeza algo grande, de igual manera que sus ojos, los cuales se ven completamente negros por el tamaño de la pupila (o bien son negros). 

## Historia
Desde antaño se ha tenido referencias de humanoides o humanos de tez verde, que eran parte del folclore desde antes de que se les atribuyera un origen extraterrestre. Entre los casos remarcables se encuentran los de los "niños verdes" de Banjos (pueblo de España inexistente) y Woolpit, Reino Unido, que pueden haber tenido un origen real, tratándose de niños abandonados que padecían de clorosis debido a la desnutrición.
Ya en el siglo XX, entre las referencias recopiladas, Chris Aubeck, un folclorista investigador, al utilizar búsquedas electrónicas de los periódicos viejos, encontró una serie de casos en los que se hace referencia a los Alien verdes. Aubeck encontró una historia de 1899 en el diario Atlanta Journal-Constitution, que hace referencia a un alien verde, en un cuento llamado Green Boy From Hurrah. Igualmente Edgar Rice Burroughs en 1906 se refirió a los hombres y mujeres "verdes de Marte", en su primera novela de ciencia ficción Una princesa de Marte.
Sin embargo Aubeck encontró que el primer uso de la frase específica de Little green men, en referencia a un extraterrestre, fue usada en 1908, en el Periódico Daily Kennebec Journal (Augusta, Maine); en este caso los extraterrestres son también marcianos.
En 1910 (o 1915), igualmente existe una historia sobre un supuesto Hombrecillo verde que habría sido capturado de su nave espacial estrellada en Apulia, Italia.
Posteriormente los Little green men fueron usados normalmente para retratar al extraterrestre, y pronto adornaron las tapas de muchas de las revistas de ciencia ficción de entre los años 1920 a los 1950; en las imágenes de historias populares como Buck Rogers y Flash Gordon.
Desde la década de 1970, su popularidad fue decayendo, y posteriormente fueron desplazados por los llamados Grises, como la forma más conocida y popular de extraterrestre en la ufología, la ciencia ficción y la cultura popular.